# Брайтенхайн
Брайтенхайн (нем. Breitenhain) — коммуна в Германии, в земле Тюрингия. 
Входит в состав района Заале-Орла.  Население составляет 166 человек (на 31 декабря 2006 года). Занимает площадь 5,57 км². Официальный код  —  16 0 75 007.